# Empress of Britain (Schiff, 1906)
Die Empress of Britain (I) war ein Ozeandampfer der Canadian Pacific Railway, der von 1906 bis 1930 Passagiere und Fracht zwischen Kanada und Europa transportierte. Im Ersten Weltkrieg diente sie als Hilfskreuzer und Truppentransporter. Sie war in ihren ersten Jahren eines der schnellsten Schiffe auf dem Nordatlantik und eines der größten Schiffe der Canadian Pacific Railway.

## Das Schiff
Der Auftrag zum Bau der Empress of Britain (14.189 BRT) und ihres Schwesterschiffs, der Empress of Ireland, (14.191 BRT) wurde 1903 von Baron Thomas G. Shaughnessy, dem damaligen Präsidenten der Canadian Pacific, erteilt. Die Empress of Britain lief am 11. November 1905 vom Stapel. Sie wurde für das kanadische Transportunternehmen Canadian Pacific Railway (CPR) auf der Helling Nr. 5 der Werft Fairfield Shipbuilding and Engineering Co. in Govan in der Nähe von Glasgow auf dem Clyde gebaut. Sie war das erste von drei Schiffen der CPR, das auf den Namen Empress of Britain getauft wurde. Aufgrund eines Jahrzehnte zuvor abgeschlossenen Postvertrages zwischen dem Vereinigten Königreich und CPR durfte das Schiff das Präfix RMS (Royal Mail Ship) tragen.
Ihr baugleiches Schwesterschiff war die Empress of Ireland (Baunummer 443), die zwei Monate nach ihr ebenfalls bei Fairfield Shipbuilders vom Stapel lief, zwei BRT größer war und 1914 nach einer Schiffskollision im Sankt-Lorenz-Strom sank. Die beiden Schiffe waren während ihrer ersten Dienstjahre die schnellsten Passagierschiffe auf der Transatlantikroute und die größten Schiffe der Canadian Pacific Railway. Francis Elgar (1845–1909), einer der populärsten Schiffskonstrukteure der Jahrhundertwende und Professor für Schiffstechnik an der University of Glasgow, entwarf die Baupläne für die beiden Schiffe.
Die 139,84 Meter lange und 20,02 Meter breite Empress of Britain hatte einen Doppelpropeller, zwei Masten und zwei Schornsteine. Sie wurde mit Vierfachexpansions-Dampfmaschinen angetrieben, die 18.756 PS leisteten und eine Reisegeschwindigkeit von 18 Knoten ermöglichten. Die Passagierunterkünfte waren für 310 Passagiere der Ersten, 470 der Zweiten und 730 der Dritten Klasse ausgelegt. Das Schiff verfügte über wasserdichte Schotten und war zunächst mit sechzehn stählernen Rettungsbooten und vier aufklappbaren Berthon-Booten ausgerüstet, die insgesamt 940 Menschen aufnehmen konnten. Nach dem Untergang der Titanic wurde die Anzahl der Rettungsboote wie auch bei der Empress of Ireland verdoppelt, sodass nun in 40 Booten 1860 Menschen Platz hatten. Auch die Anzahl der Schwimmwesten wurde erhöht.
Die Ausstattung der Kabinen und Aufenthaltsräume war opulent und vielseitig. Die Wände waren mit Paneelen aus Mahagoni, Seidenholz, Schwarz-Erle und Vogelaugenahorn getäfelt. Der Speisesaal der Ersten Klasse auf dem Oberdeck erstreckte sich über die gesamte Schiffsbreite und war 17,7 Meter lang. Zur Ausstattung der Ersten Klasse gehörten neben Speisesaal, Rauchsalon und Promenadendeck ein Musikzimmer, ein Café mit 44 Sitzen, eine umfangreiche Bibliothek, ein Cricketfeld und ein separater Speiseraum für Kinder. Zudem gab es an Bord einen Kindergarten.

## Die frühen Jahre

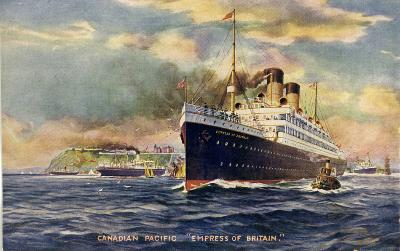
Postkarte (vor 1924)

Am 5. Mai 1906 lief die Empress of Britain in Liverpool zu ihrer Jungfernfahrt nach Quebec aus. Bei ihrer zweiten Atlantiküberquerung bewältigte sie die Fahrt in westlicher Richtung in fünf Tagen, 21 Stunden und 17 Minuten, was ihren Erbauern und ihrem Kapitän, James Anderson Murray, viel Prestige einbrachte (Murray war auch vorübergehend Kapitän der Empress of Ireland). 1906 und 1908 stellte sie zudem Geschwindigkeitsrekorde auf der Strecke in östlicher Richtung auf.
Am 26. April 1912, elf Tage nach dem Untergang der Titanic, kollidierte die Empress of Britain im Nordatlantik mit einem Eisberg, trug aber nur geringe Schäden davon. Am 27. Juli 1912 kam es im Sankt-Lorenz-Strom in der Nähe des Fame Point-Leuchtturms zu einem ähnlichen Zwischenfall wie zwei Jahre später bei ihrem Schwesterschiff, der jedoch für sie glimpflich ausging. In dichtem Nebel kollidierte die Empress of Britain, die über 700 Passagiere an Bord hatte, mit dem kleinen Kohlenfrachter Helvetia. Während die Helvetia fast augenblicklich sank, war die Empress of Britain so schwer beschädigt worden, dass sie die Fahrt abbrechen und zur Reparatur nach Québec zurückkehren musste. Zu Tode kam bei diesem Unglück niemand.
Im Lauf seiner Dienstzeit stand das Schiff mehrmals unter Quarantäne, nachdem ansteckende Krankheiten unter den Passagieren entdeckt worden waren. Zudem kam es einmal zu einem Todesfall an Bord, als ein Passagier auf einer Überfahrt nach Europa einer Lungenentzündung erlag.

## Im und nach dem Ersten Weltkrieg

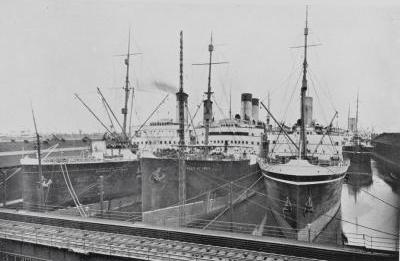
Die Empress of France, Empress of India und Empress of Britain 1926 am Kai (v. l. n. r.)

1914 wurde die Empress of Britain der britischen Admiralität unterstellt und zu einem Hilfskreuzer umgewandelt. Sie wurde zunächst dem Geschwader von Rear Admiral Archibald Peile Stoddart im Südatlantik zugeteilt und patrouillierte später zwischen Kap Finisterre und Kap Verde. Ab Mai 1915 wurde sie als Truppentransporter eingesetzt und beförderte über 100.000 Soldaten nach Indien, Ägypten und zu den Dardanellen. Am 12. Dezember 1915 kollidierte sie in der Straße von Gibraltar mit einem griechischen Dampfer, woraufhin dieser unterging.
Am 23. März 1919 kehrte die Empress of Britain wieder in den Passagierverkehr zurück. Nach einer Rundfahrt von Liverpool nach Saint John wurde die Befeuerung der Kessel von Kohle auf Öl umgestellt und die Passagierunterkünfte wurden modernisiert. Ab dem 9. Januar 1920 bediente das Schiff wieder seine traditionelle Route Liverpool–Québec.

## AlsMontroyal
1924 wurde das Schiff in Montroyal umbenannt und die Passagierkapazität wurde auf 600 Passagiere Erster und 800 Dritter Klasse geändert. Nach den Umbauarbeiten kehrte sie am 19. April 1924 auf die Route Liverpool–Quebec zurück. 1926 wurden die Passagierunterkünfte erneut aufgeteilt, sodass die Montroyal von da an die Preisklassen Kabinen-, Touristen- und Dritte Klasse führte. In dem Jahr vollendete sie acht Rundfahrten. 1927 wurde das Schiff auf die Route Antwerpen–Southampton–Cherbourg–Québec gesetzt. Am 7. September 1929 vollendete sie ihre letzte Fahrt. Seit seiner Indienststellung hatte das Schiff 190 Atlantiküberquerungen unternommen.
Am 17. Juni 1930 wurde die Montroyal zum Abbruch an die Stavanger Shipbreaking Co. verkauft und in Stavanger abgewrackt. Die Eigner des Sola Strand Hotels kauften die Lounge des Schiffs und integrierten sie unter dem Namen Montroyal Ballroom in das Hotel. Die Ausstattung der Lounge gehört noch heute zum Interieur des Gebäudes, in dem heute die Norwegian School for Hotel Management untergebracht ist.